# クピラ
クピラ (Cúpira) は、ベネズエラのミランダ州ペドログアル市にある町で、同市の市庁所在地である。クピラ区にある。バルロベント平野の東部、クピラ川のほとりにある。
| 1784年の人口構成     |     |      |
| インディオ           | 46  | 6%   |
| 白人                 | 221 | 26%  |
| ムラート             | 248 | 29%  |
| 黒人                 | 140 | 16%  |
| 黒人とムラートの奴隷 | 203 | 24%  |
| 計                   | 858 | 100% |

クピラの地には、スペイン人の侵攻以前からインディオの町（または村）があった。スペインによる公式の設立は、1726年のことで、「イマクラダ・コンセプシオン・デ・ヌエストラ・セニョラ・デ・クピラ」と名づけられた。18世紀にはカカオの大農園があった。
独立後はパエス郡クピラ市の中心都市であった。後にクピラ市はペドログアル市と改称し、その中の二つの区のひとつとして、クピラ区が設けられた。